# Grangettes FR
| FR ist das Kürzel für den Kanton Freiburg in der Schweiz. Es wird verwendet, um Verwechslungen mit anderen Einträgen des Namens Grangettes zu vermeiden. |

Grangettes (Freiburger Patois Grandzètèⓘ) ist eine politische Gemeinde mit der Ortschaft Grangettes-près-Romont im Distrikt Glâne des Kantons Freiburg in der Schweiz.

## Geographie
Grangettes liegt auf 783 m ü. M., 4 km ostsüdöstlich des Bezirkshauptortes Romont (Luftlinie). Das Bauerndorf erstreckt sich am Westabhang des Gibloux, am Bach Mausson, über dem Tal der Neirigue, im höheren Freiburger Mittelland.
Die Fläche des 3,4 km² grossen Gemeindegebiets umfasst einen Abschnitt des Molassehügellandes im Freiburger Mittelland. Im Westen reicht das Gebiet bis fast an den Bachlauf der Neirigue, die zwischen den Höhen von Les Brévires und Gibloux nach Norden zur Glâne fliesst. Von diesem Tal erstreckt sich der Gemeindeboden nach Südosten den Hang des Hügelzugs des Gibloux hinauf. Ein schmaler Streifen südlich des Erosionstals des Mausson mit dem Plan de la Cuva (922 m ü. M.) und der westlich an den Derbali anschliessenden Höhe, auf der mit 999 m ü. M. der höchste Punkt von Grangettes erreicht wird, gehört ebenfalls zur Gemeinde. Von der Gemeindefläche entfielen 1997 4 % auf Siedlungen, 26 % auf Wald und Gehölze und 70 % auf Landwirtschaft.
Zu Grangettes gehören einige Hofsiedlungen und Einzelhöfe. Nachbargemeinden von Grangettes sind Vuisternens-devant-Romont, Massonnens, Le Châtelard, Marsens und Sâles.

## Bevölkerung
Mit 212 Einwohnern (Stand 31. Dezember 2023) gehört Grangettes zu den kleinsten Gemeinden des Kantons Freiburg. Von den Bewohnern sind 97,5 % französischsprachig, 1,9 % spanischsprachig, und 0,6 % sprechen Deutsch (Stand 2000). Die Bevölkerungszahl von Grangettes belief sich 1850 auf 190 Einwohner, 1900 auf 186 Einwohner. Nach einem Höchststand 1920 mit 206 Einwohnern nahm die Bevölkerung durch starke Abwanderung bis 1980 um fast 50 % auf 107 Personen ab. Seither wurde wieder ein leichtes Bevölkerungswachstum verzeichnet.

## Wirtschaft
Grangettes war bis in die zweite Hälfte des 20. Jahrhunderts ein vorwiegend durch die Landwirtschaft geprägtes Dorf. Noch heute haben die Milchwirtschaft, die Viehzucht und in geringerem Mass der Ackerbau einen wichtigen Stellenwert in der Erwerbsstruktur der Bevölkerung. Einige weitere Arbeitsplätze sind im lokalen Kleingewerbe und im Dienstleistungssektor vorhanden. In den letzten Jahrzehnten hat sich das Dorf auch zu einer Wohngemeinde entwickelt. Viele Erwerbstätige sind deshalb Wegpendler, die hauptsächlich in den Regionen Romont und Freiburg arbeiten.

## Verkehr
Die Gemeinde liegt abseits der grösseren Durchgangsstrassen an einer Verbindungsstrasse von Vuisternens-devant-Romont nach Massonnens. Durch eine Buslinie der Transports publics Fribourgeois, die von Romont nach Bulle verkehrt, ist Grangettes an das Netz des öffentlichen Verkehrs angebunden.

## Geschichte
Die erste urkundliche Erwähnung des Ortes erfolgte 1147 unter dem Namen de Grangetes. Im Mittelalter bildete Grangettes eine eigene kleine Herrschaft, zu der auch die umliegenden Dörfer La Neirigue, Estévenens und Villariaz sowie Teile von Le Châtelard gehörten. Das Adelsgeschlecht von Grangettes ist seit dem 12. Jahrhundert bezeugt, erlosch aber im 14. Jahrhundert. Danach erfuhr die Herrschaft zahlreiche Besitzerwechsel. Die Burg der Herren von Grangettes wurde 1476 ein Raub der Flammen und später vollends abgetragen, so dass heute nichts mehr davon sichtbar ist.
Als die Berner 1536 das Waadtland eroberten, kam das Dorf unter die Herrschaft von Freiburg und wurde der Vogtei Romont zugeteilt. Nach dem Zusammenbruch des Ancien Régime (1798) gehörte Grangettes während der Helvetik und der darauf folgenden Zeit zum Bezirk Romont und wurde 1848 in den Bezirk Glâne eingegliedert.
Im Rahmen der vom Kanton seit 2000 geförderten Gemeindefusionen sollten Grangettes, Massonnens und Le Châtelard zusammengelegt werden. Nachdem die Bewohner von Massonnens im April 2005 eine Fusion abgelehnt hatten, wurde das Projekt vorläufig aufs Eis gelegt.

## Sehenswürdigkeiten
Die Kirche Saint-Maurice stammt ursprünglich von 1430 und wurde nach einem Brand 1773 wieder aufgebaut.